# 雷蒙德·瓦克斯
雷蒙德·瓦克斯（英語：Raymond Wacks，1946年—）是一位法律学家和作家，香港大學法学榮譽退休教授，主要作品有《读懂法理学》（Understanding Jurisprudence:an Introduction to Legal Theory）以及入选牛津通识读本的《法律》（Law）、《隐私》（Privacy）、《法哲学》（Philosophy of Law）等。